# وی ها جون
وی ها جون (کره‌ای: 위하준؛ زادهٔ وی هیون یی (کره‌ای: 위현이) در ۵ اوت ۱۹۹۱) بازیگر اهل کره جنوبی است. او بیشتر به خاطر ایفای نقش در بازی مرکب شناخته می‌شود که شهرت بین‌المللی برای او به ارمغان آورد. او همچنین در فیلم‌های گونجیام: تیمارستان تسخیرشده (۲۰۱۸) و کوسه: آغاز (۲۰۲۱) و مجموعه‌های تلویزیونی ماجرایی زیر باران (۲۰۱۸)، عشق یک کتاب پاداش است (۲۰۱۹)، دوباره هجده سالگی (۲۰۲۰)، بد و دیوانه (۲۰۲۱)، زنان کوچک (۲۰۲۲) و بدترین شیطان (۲۰۲۳) ایفای نقش کرده‌است. در سال ۲۰۲۲، وی یکی از مردان سال جی‌کیو کره نامگذاری شد.

## اوایل زندگی و تحصیلات
وی ها جون زادهٔ ۵ اوت ۱۹۹۱ در جزیرهٔ سواندو، استان جولا جنوبی، کره جنوبی است و در مزرعهٔ پرورش ابلونی پدر و مادرش بزرگ شد. او فارغ‌التحصیل رشتهٔ تئاتر و فیلم از دانشگاه سونگ‌کیول است.

## حرفه
وی ها جون حرفهٔ بازیگری خود را در سال ۲۰۱۲ و با بازی در فیلم کوتاه صلح در آنها آغاز کرد. از سپتامبر ۲۰۲۱، او توسط ام‌اس‌تیم انترتینمنت مدیریت می‌شود. وی ها جون به‌طور گسترده‌ای به خاطر نقش خود در مجموعهٔ محبوب نتفلیکس، بازی مرکب شناخته شد.

## فیلم‌شناسی

### فیلم
| سال  | عنوان                       | نقش                 | توضیحات                     | منابع         |
| ---- | --------------------------- | ------------------- | --------------------------- | ------------- |
| ۲۰۱۲ | صلح در آنها                 | جی هوان             | فیلم کوتاه                  |               |
| ۲۰۱۵ | محله چینی‌ها                 | وو گون (جوانی)      |                             | [ ۸ ]         |
| ۲۰۱۵ | آدم‌های بد همیشه می‌میرند     | چا میونگ هو         | تولید مشترک چین و کره جنوبی |               |
| ۲۰۱۶ | ایکلیپس                     | جونگ ته             |                             |               |
| ۲۰۱۷ | شورشگری از یک مستعمره       | جوان کره‌ای در زندان |                             |               |
| ۲۰۱۷ | تعقیب                       | جونگ هیوک (جوانی)   |                             |               |
| ۲۰۱۸ | گونجیام: تیمارستان تسخیرشده | ها جون              |                             | [ ۹ ]         |
| ۲۰۱۹ | خانم‌های پلیس                | جونگ وو جون         |                             |               |
| ۲۰۲۱ | کوسه: آغاز                  | جونگ دو هیون        |                             | [ ۱۰ ] [ ۱۱ ] |
| ۲۰۲۱ | نیمه‌شب                      | دو شیک              |                             | [ ۱۲ ]        |

### مجموعه تلویزیونی
| سال       | عنوان                      | نقش         | توضیحات                   | منابع  |
| --------- | -------------------------- | ----------- | ------------------------- | ------ |
| ۲۰۱۶      | خداحافظ آقای سیاه‌پوش       | ها جون      |                           | [ ۱۳ ] |
| ۲۰۱۷      | زندگی طلایی من             | ریو جه شین  |                           | [ ۱۴ ] |
| ۲۰۱۸      | ماجرایی زیر باران          | یون سونگ هو |                           | [ ۱۵ ] |
| ۲۰۱۸      | آشوب زن و شوهری            | ایم شی هو   |                           | [ ۱۶ ] |
| ۲۰۱۹      | عشق یک کتاب پاداش است      | جی سو جون   |                           | [ ۱۷ ] |
| ۲۰۲۰      | مکانیک روح                 | اوه یو مین  | حضور افتخاری (قسمت ۱ و ۴) | [ ۱۸ ] |
| ۲۰۲۰      | دوباره هجده سالگی          | یه جی هون   |                           | [ ۱۹ ] |
| ۲۰۲۱–۲۰۲۲ | بد و دیوانه                | کی          |                           | [ ۲۰ ] |
| ۲۰۲۲      | زنان کوچک                  | چوی دو ایل  |                           | [ ۲۱ ] |
| ۲۰۲۴      | عاشقانه نیمه‌شب در آموزشگاه | لی جون هو   |                           | [ ۲۲ ] |

### مجموعه اینترنتی
| سال        | عنوان           | نقش          | توضیحات   | منابع         |
| ---------- | --------------- | ------------ | --------- | ------------- |
| ۲۰۱۸       | با قهوه         | لی ها مین    |           | [ ۲۳ ] [ ۲۴ ] |
| ۲۰۲۱–اکنون | بازی مرکب       | هوانگ جون هو | فصل ۱–۲   | [ ۲۵ ] [ ۲۶ ] |
| ۲۰۲۳       | بدترین شیطان    | جونگ گی چول  |           | [ ۲۷ ]        |
| ۲۰۲۳       | موجود گیونگ‌سونگ | کوان جون تک  |           | [ ۲۸ ]        |
| ن/م        | کوسه: طوفان     | جونگ دو هیون | حضور ویژه | [ ۲۹ ]        |

### برنامه تلویزیونی
| سال  | عنوان           | توضیحات      | منابع  |
| ---- | --------------- | ------------ | ------ |
| ۲۰۱۸ | تفنگداران جزیره | فصل ۲، مهمان | [ ۳۰ ] |

## ترانه‌شناسی

### تک‌آهنگ‌ها
| عنوان                                                  | سال  | آلبوم                            |
| ------------------------------------------------------ | ---- | -------------------------------- |
| «شاید خیلی دیر شده» (Maybe It's Too Late; 늦은 거겠지) | ۲۰۱۸ | اواس‌تی پارت ۲ از آشوب زن و شوهری |

## جوایز و نامزدی‌ها
| مراسم جوایز               | سال  | دسته                                      | نامزد / اثر                 | نتیجه    | منابع  |
| ------------------------- | ---- | ----------------------------------------- | --------------------------- | -------- | ------ |
| جوایز انجمن بازیگران فیلم | ۲۰۲۲ | اجرای برجسته گروه بازیگران در مجموعه درام | بازی مرکب                   | نامزدشده | [ ۳۱ ] |
| جوایز هنری بکسانگ         | ۲۰۱۹ | بهترین بازیگر تازه‌کار مرد – تلویزیون      | عشق یک کتاب پاداش است       | نامزدشده | [ ۳۲ ] |
| جوایز فیلم اژدهای آبی     | ۲۰۱۸ | بهترین بازیگر تازه‌کار مرد                 | گونجیام: تیمارستان تسخیرشده | نامزدشده | [ ۳۳ ] |
| جوایز هنری فیلم چونسا     | ۲۰۱۸ | بهترین بازیگر تازه‌کار مرد                 | گونجیام: تیمارستان تسخیرشده | نامزدشده | [ ۳۴ ] |
| جوایز ناقوس بزرگ          | ۲۰۱۸ | بهترین بازیگر تازه‌کار مرد                 | گونجیام: تیمارستان تسخیرشده | نامزدشده | [ ۳۴ ] |
| جوایز درامای کره          | ۲۰۱۸ | بهترین بازیگر تازه‌کار مرد                 | ماجرایی زیر باران           | نامزدشده | [ ۳۵ ] |